# Knife-Edge
Knife-Edge è un brano musicale del gruppo progressive rock inglese Emerson, Lake & Palmer. Ed è il brano che chiude il lato A del loro album d'esordio (1970).

## Descrizione
Il brano è basato sul primo movimento della Sinfonietta (1926) di Leoš Janáček (autore del tardo-classico), con l'inciso strumentale che include un'estesa citazione della Suite Francese in re minore BWV 812 di Johann Sebastian Bach (autore del periodo barocco), ma suonata con l'organo Hammond anziché col clavicordo o col pianoforte.
Come il brano strumentale The Barbarian dello stesso album, neanche la canzone Knife-Edge è stata accreditata al suo compositore originale. La famiglia Janáček ha citato gli ELP per violazione di copyright, ma alla fine è stato aggiunto il credito di Janáček. Il brano è stato pubblicato anche come lato B del primo singolo degli ELP Lucky Man (tratto, anch'esso, dal loro primo album). Questo popolare brano, da concerto, è apparso su quasi tutte le compilation degli ELP.
Nel maggio 2012, Steven Wilson dei Porcupine Tree ha remixato l'album di debutto per una ristampa di 3 CD contenente il mix originale, il remix di Wilson e un DVD-Audio con la versione bit-rate più alta del mix stereo. Il remix di Knife-Edge di Wilson ha un finale più prolungato; a causa della difficoltà di riprodurre il rallentamento originale del nastro terminando digitalmente, Wilson ha scelto invece di includere la fine della sessione dell'album originale e la sua velocità, anch'essa, originale.

## Formazione

### Gruppo
- Keith Emerson – organi Hammond, moog
- Greg Lake – basso, voce
- Carl Palmer – batteria

### Crediti
- Greg Lake – produttore
- Keith Emerson – arrangiamento